# III. Leó örmény király
III. Leó (1289 – Anazarbe, Kis-Örményország (Kilikia), 1307. november 7.) vagy más számozás szerint IV. Leó, örményül: Լևոն Դ, franciául: Léon IV d'Arménie, örmény király. Lusignan Mária ciprusi királyi hercegnő férje.

## Élete
Édesapja I. Torosz örmény király, II. Leó örmény király és Küra Anna lamproni úrnő fia.
Édesanyja Lusignan Margit ciprusi királyi hercegnő, III. Hugó ciprusi király és Ibelin Izabella leánya.
Leó szülei 1288. január 9-én házasodtak össze, és ő volt szülei egyetlen gyermeke. Édesanyja 1296-ban, édesapja 1298. július 23-án halt meg.
1301-ben a nagybátyja, II. Hetum lemondott a trónról, és Leó lett a király, de Leó fiatal kora miatt a nagybácsi megtartotta hatalmát, és régensként uralkodott unokaöccse mellett a korábbi II. Hetum. 
Leó 1305-ben vagy 1306-ban feleségül vette Lusignan Mária ciprusi királyi hercegnőt, anyai nagybátyjának, az anyja bátyjának, Lusignan Amalriknak, Ciprus régensének és apai nagynénjének, az apja húgának, Szaven-Pahlavuni Izabella örmény királyi hercegnőnek a lányát. Mária tehát kétszeresen, mind apai, mind pedig anyai ágon is Leó elsőfokú unokatestvére volt. Feleségével együtt koronázták őket királlyá és királynévá 1306. július 30-án. Rövid házasságuk gyermektelen maradt.
A mongol-örmény szövetség és jó barátság ellenére Leót, az ifjú uralkodót, vele együtt régens nagybátyját, valamint kíséretüket 1307. november 7-én Anazaréban meggyilkoltatta Bilarghu mongol tábornok. Leó királyt egy íjhúrral fojtották meg. Később azonban a mongolok megbosszulták Leó halálát és Öldzsejtü perzsa ilhán parancsára kivégezték a tábornokot.

## Külső hivatkozások
- Foundation for Medieval Genealogy/Armenia Kings Genealogy – 2014. június 8.
- Euweb/Poitou/Lusignan/Armenia Kings Genealogy – 2014. június 8.
- A History of Armenia by Vahan M. Kurkjian, 1958 – 2014. június 8.
- Genealogie-Mittelalter/Leo IV. König von Armenien – 2014. június 8.

| Előző II. Hetum | Örmény király 1301 – 1307 | Következő I. Osin |